# Karl Draeger
Karl Draeger (* 21. Juni 1896 in Frörup, Schleswig; † nach 1954) war ein deutscher Kriminalpolizist.

## Leben und Tätigkeit
Draeger, der aus einem bürgerlichen Elternhaus stammte, erfuhr eine konservative Erziehung. Nach dem Besuch des Katharineums in Lübeck nahm er von 1914 bis 1918 am Ersten Weltkrieg teil, in dem er den Rang eines Leutnants erreichte und mit dem Eisernen Kreuz beider Klassen ausgezeichnet wurde. Im April und Mai 1919 gehörte er einem Freikorps in Schleswig-Holstein an.
Seit 1919 studierte Draeger an den Universitäten Kiel und Berlin. Im folgenden Jahr trat er als Kriminalkommissaranwärter in den Dienst der Berliner Kriminalpolizei, in der er vor allem mit der Untersuchung von Morddelikten betraut war. 1921 wurde er zum Kommissar befördert. Seit 1928 studierte er neben seinem Beruf sieben Semester lang Rechtswissenschaft ohne einen Abschluss zu erlangen. Während seines Studiums stand Draeger dem Kreis um den Bodenreformer Adolf Damaschke nahe und gehörte kurzfristig der Deutschen Demokratischen Partei (DDP) an.
Einer breiteren Öffentlichkeit wurde Draeger im Mai 1931 bekannt, als es ihm gelang, den Raubmord an dem Geldbriefträger Gustav Schwan aufzuklären: Er konnte den später für diese Tat hingerichteten arbeitslosen Maurer Ernst Reins als Täter identifizieren. Der Fall fand seinerzeit in der deutschen Presse große Beachtung.
Nach dem Machtergreifung der Nationalsozialisten trat Draeger zum 1. April 1933 der NSDAP (Mitgliedsnummer 1.772.610) und zum 29. September 1933 der Sturmabteilung (SA) bei. Zum 1. Juli 1937 wechselte er in die Schutzstaffel (SS), in der rasch zum SS-Obersturmbannführer befördert wurde (SS-Nr. 308.101). Seit dem 1. November 1938 gehörte er außerdem dem Sicherheitsdienst der SS (SD) als ehrenamtlicher Mitarbeiter an.
Als Kriminalist wurde Draeger im Sommer 1933 zum Kriminalrat befördert und zum Leiter der Staatspolizeistelle in Frankfurt am Main ernannt, der er bis zum März 1935 vorstand. In dieser Zeit baute er die Geheime Staatspolizei in der Mainmetropole und ihrer Umgebung auf.
1937 wurde Draeger mit der Leitung der Kriminalpolizeistelle in Saarbrücken beauftragt. Die Ernennung zum regulären Leiter dieser Dienststelle erfolgte am 31. Juli 1938. Zu Beginn des Zweiten Weltkriegs wurde Draeger als Feldpolizeidirektor eingezogen.
Zum 28. Januar 1942 kehrte er als Regierungs- und Kriminalrat nach Berlin zurück. Seit dem 1. Februar 1943 wirkte er hier an der Kriminalpolizeileitstelle. Im April 1943 wurde er als stellvertretender Leiter der Kriminalpolizeileitstelle nach Hannover versetzt. Im Jahr Frühjahr 1944 nach anderen Quellen im März 1945 wurde er als Nachfolger Felix Linnemanns Leiter dieser Dienststelle.
Im April 1945 wurde Draeger vom Kommandeur der Sicherheitspolizei in Hannover Rentsch zum Vorsitzenden eines ad hoc eingesetzten Standgerichtes ernannt, das einige Todesurteile wegen Vergehen wie Fahnenflucht aussprach, von denen einige, so zum Beispiel gegen Bertram, auch vollstreckt wurden.
Nach dem Zweiten Weltkrieg lebte Draeger einige Jahre lang unter falschem Namen. Seinen eigenen Namen nahm er erst nach dem Erlass des Amnestiegesetzes von 1954 wieder an.